# Ritualet
Ritualet er en overnaturlig horrorfilm fra 2011 instrueret af Mikael Håfström og skrevet af Matt Baglio og Michael Petroni. Den er baseret på Matt Baglio bog The Rite: The Making of a Modern Exorcist,,som selv er baseret på virkelige begivenheder med Father Gary Thomas. Ritualet har Anthony Hopkins og Colin O'Donoghue i hovedrollerne 

## Handling
Michael Kovak (Colin O'Donoghue) er søn af en bedemand og arbejder selv i samme fag, han er vokset op i en religiøs familie i USA. Han er skuffet over sin far og hans familie, og han begynder studerer til præst, men tvivler hans tro. Efter et stykke tid, bliver Michael en diakon, men han skriver et brev om fratrædelse til Fader Matthew (Toby Jones), på grund af sin mangel på tro. Men Fader Matthew vil ikke give slip på Michael og forsøger at forny Michaels tro på Gud, han sender ham til en djævleuddrivelse skole i Vatikanet. I løbet af sin uddannelse, møder han Angelina Vargas (Alice Braga), en journalist, som også går på skole for at skrive en artikel om emnet. Michaels skeptiske holdning får ham sendt til Fader Lucas (Anthony Hopkins), en ortodoks præst fra Wales med særlige djævleuddrivelse teknikker, men som ikke altid ender godt. Fader Lucas vil vise Michael den mørke side af deres tro.

## Medvirkende
- Colin O'Donoghue som Michael Kovak
- Anthony Hopkins som Fader Lucas
- Alice Braga som Angelina Vargas
- Marta Gastini som Rosaria
- Maria Grazia Cucinotta som Moster Andria
- Ciarán Hinds som Fader Xavier
- Toby Jones som Fader Matthew
- Chris Marquette som Eddie
- Rutger Hauer som Istvan Kovak
- Marija Karan som Sandra
- Torrey DeVitto som Nina